# María del Pino García Padrón
María del Pino García Padrón nació el 23 de agosto de 1960. Es una ajedrecista española, bicampeona nacional.

## Competiciones internacionales
Fue dos veces campeona de España, en los años 1980 y 1983, y resultó subcampeona en cuatro ocasiones, en los años 1975, 1977, 1982 y 1984.
Participó representando a España en las Olimpíadas de ajedrez en cinco ocasiones, en los años 1974, 1976, 1978, 1980, y 1982, alcanzando en el año 1974, en Medellín, la medalla de plata individual en el segundo tablero, y en el año 1976, en Haifa, la medalla de bronce por equipos.